# Lúcio Lara
Lúcio Lara (Nova Lisboa, 9 d'abril de 1929 — Luanda, 27 de febrer de 2016) fou un polític d'Angola, un dels membres fundadors del Moviment Popular per a l'Alliberament d'Angola (MPLA). Fill d'un hisendat portuguès i la seva muller angolesa de la província de Huambo, antiga Nova Lisboa. Va estudiar a Lisboa on es casà amb Ruth, filla d'un alemany i una jueva alemanya fugida del nazisme, i amb la que va tenir tres fills, Paulo, Wanda i Bruno.
Des de la dècada del 1959 treballà com a professor de matemàtiques i física alhora que es va embolicar en els moviments nacionalistes a l'exili. El desembre de 1962 fou escollit Secretari d'Organització i de Quadres en la primera Conferència Nacional del MPLA, i més tard fou nomenat Secretari General. Durant aquests anys fou un dels membres més actius de l'organització junt a Agostinho Neto des de la seu del MPLA a Brazzaville on va adoptar una criatura del país, Jean-Michel Mabeko Tali. Continuà com a secretari general durant la Guerra Civil angolesa.
A la data de la mort d'Agostinho Neto, Lara va ser el membre més alt del politiburo i vicepresident del MPLA. Amb això, va assumir les funcions de president del partit i, per extensió, president de la República Popular d'Angola. Va convocar urgentment el II Congrés MPLA l'11 de setembre de 1979, treballant intensament per a l'elecció de José Eduardo dos Santos, que es va produir el 20 de setembre del mateix any. Va rebutjar totes les propostes que havia pres per prendre efectivament el lideratge del país.